# Badín
 Badín  (in ungherese Erdőbádony, in tedesco Scheiden) è un comune della Slovacchia situato nel distretto di Banská Bystrica.

## Storia
Citato per la prima volta nel 1232 (con il nome di Badun) si tratta di uno dei più antichi insediamenti tedeschi dell'area. Appartenne alla città di Zvolen, e poi ai nobili Angioini. Tra gli anni 1580 e 1657 venne più volte saccheggiato dai Turchi che alla fine lo rasero al suolo. Il luogo rimase pressoché deserto fino al XVII secolo.